# 牛筋果
牛筋果（学名：Harrisonia perforata）为苦木科牛筋果属下的一个种。